# Bang, Zoom, Crazy... Hello
Bang, Zoom, Crazy... Hello è il diciassettesimo album in studio del gruppo rock statunitense Cheap Trick, pubblicato nel 2016.

## Tracce
1. Heart on the Line – 4:19 (Rick Nielsen, Robin Zander, Tom Petersson, Gregg Giuffria, Julian Raymond, Daxx Nielsen)
2. No Direction Home – 3:44 (Raymond, Zander, R. Nielsen, Petersson)
3. When I Wake Up Tomorrow – 3:27 (Raymond, Zander, R. Nielsen, Petersson)
4. Do You Believe Me? – 4:45 (R. Nielsen, Zander, Petersson, Raymond, D. Nielsen)
5. Blood Red Lips – 2:57 (Raymond, Zander, R. Nielsen, Petersson)
6. Sing My Blues Away – 3:26 (Raymond, Zander, R. Nielsen, Petersson)
7. Roll Me – 2:57 (R. Nielsen, Zander, Petersson, Raymond, D. Nielsen)
8. The In Crowd (Dobie Gray cover) – 3:51 (Billy Page)
9. Long Time No See Ya – 2:54 (R. Nielsen, Zander, Petersson, Raymond, D. Nielsen)
10. The Sun Never Sets – 4:00 (Raymond, Zander, R. Nielsen, Petersson)
11. All Strung Out – 3:18 (Raymond, Zander, R. Nielsen, Petersson)

## Formazione
- Robin Zander – voce, chitarra
- Rick Nielsen – chitarra, cori
- Tom Petersson – basso, cori
- Daxx Nielsen – batteria
- Wayne Kramer – chitarra (traccia 4)
- Tim Lauer, Zac Rae, Bennett Salvay – tastiere
- Robin T. Zander, Johnny Keach, Chris Deaton, Julian Raymond – cori